# Никулино (Ершичский район)
Никулино — деревня в Ершичском районе Смоленской области России. Входит в состав Беседовского сельского поселения. Население — 9 жителей (2007 год). 
Расположена в южной части области в 16 км к юго-западу от Ершичей, в 23 км южнее автодороги А101 Москва — Варшава («Старая Польская» или «Варшавка»), на берегу реки Смородинка. В 18 км севернее деревни расположена железнодорожная станция Понятовка на линии Рославль — Кричев. 

## История
В годы Великой Отечественной войны деревня была оккупирована гитлеровскими войсками в августе 1941 года, освобождена в сентябре 1943 года.